# Licosa
Licosa è una frazione del comune di Castellabate in provincia di Salerno, costituita da un promontorio denominato Enipeo da Licofrone o Posidio da Strabone che ospita un vasto parco forestale di macchia mediterranea.

## Geografia antropica
La frazione di Punta Licosa con i suoi 72 abitanti è suddivisa in tre zone:
- Licosa I (la località centrale dal promontorio di Licosa fino alla Punta di Licosa che conta 28 abitanti);
- Licosa II (la località pianeggiante di Licosa verso Ogliastro Marina che conta 37 abitanti);
- Licosa III (la località nei pressi del Vallone Alto di Licosa verso il porto di San Marco che conta 17 abitanti)[1].
- San Giulio alle Tre Cipolle (la parte alta del promontorio).

All'area di Licosa si accede da due ingressi stradali principali: uno a nord composto da un'antica mulattiera che inizia nei pressi del porto di San Marco di Castellabate e attraversa il Vallone Alto di Licosa e un altro a sud, nei pressi della punta di Ogliastro Marina, a traffico limitato con cancello di controllo. Alla punta di Licosa è collegato il molo che ospita piccole imbarcazioni da pesca come i gozzi.

## Geografia fisica

### Territorio

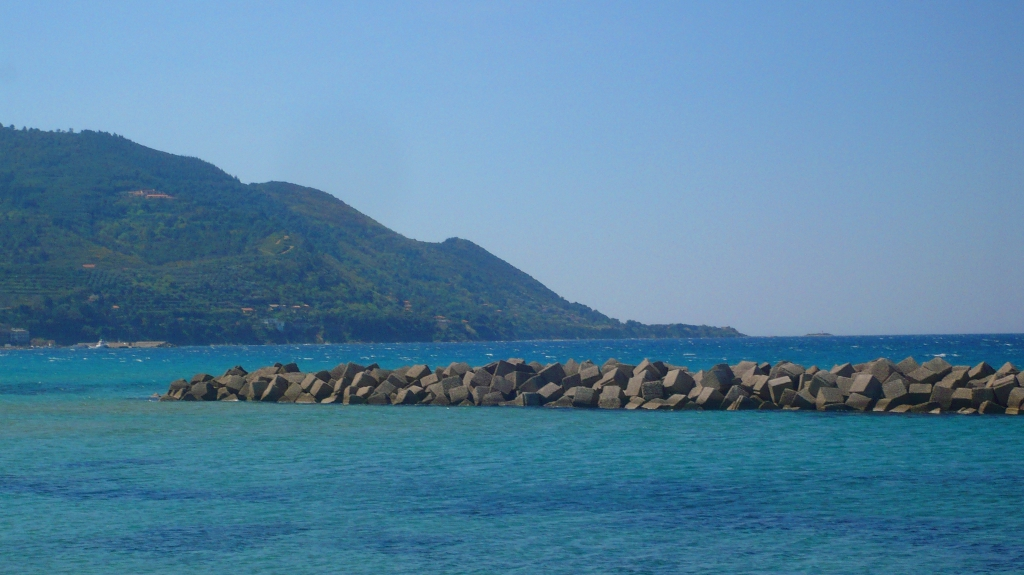
Monte Licosa

La località sorge sulla costa tirrenica a nord del Cilento, il suo territorio è totalmente all'interno del parco nazionale del Cilento, Vallo di Diano e Alburni.
Si trova nella parte meridionale del comune di Castellabate, fra le frazioni di San Marco e Ogliastro Marina. Da Castellabate dista circa dieci chilometri, 8 da Santa Maria, 10 da Agnone Cilento, 16 da Acciaroli, 20 da Agropoli e circa 70 da Salerno. L'area forestale, composta da macchia mediterranea che arriva fino al mare - tutelato dall'istituzione dell'area marina protetta Santa Maria di Castellabate -, ospita al centro la frazione, un piccolo borgo di alcune decine di abitanti posto alle pendici del Monte Licosa (326 m s.l.m.).
La sua estremità, in corrispondenza della quale si colloca l'isoletta omonima con il faro, chiude a sud il golfo di Salerno, e rappresenta un punto importante per la navigazione fin dai tempi antichi. L'Isola ospita l'habitat naturale di un particolare tipo di lucertola endemica dalla livrea verde e azzurra, la Podarcis sicula klemmeri.

### Clima
La zona è contraddistinta da clima mediterraneo, con estati calde, inverni miti e tante giornate di sole. Le temperature medie del mese più freddo, gennaio, vanno da una minima di 4 °C a una massima di 12 °C, mentre in luglio e agosto si passa dai 18 °C ai 29 °C. Il clima temperato è favorito anche dalla protezione dei Monti del Cilento che ripara la zona dai venti freddi in inverno. Le precipitazioni, molto scarse nei mesi estivi, toccano il picco massimo in dicembre, quando piove in media un giorno ogni due.
La stazione meteorologica più vicina è quella di Casal Velino. In base alla media trentennale di riferimento 1961-1990, la temperatura media del mese più freddo, gennaio, si attesta a +8,7 °C; quella del mese più caldo, agosto, è di +25,7 °C.
| CASAL VELINO       | Mesi | Mesi | Mesi | Mesi | Mesi | Mesi | Mesi | Mesi | Mesi | Mesi | Mesi | Mesi | Stagioni | Stagioni | Stagioni | Stagioni | Anno |
| CASAL VELINO       | Gen  | Feb  | Mar  | Apr  | Mag  | Giu  | Lug  | Ago  | Set  | Ott  | Nov  | Dic  | Inv      | Pri      | Est      | Aut      | Anno |
| ------------------ | ---- | ---- | ---- | ---- | ---- | ---- | ---- | ---- | ---- | ---- | ---- | ---- | -------- | -------- | -------- | -------- | ---- |
| T. max. media (°C) | 11,9 | 12,6 | 15,3 | 18,6 | 22,9 | 27,0 | 30,2 | 30,7 | 27,0 | 22,3 | 16,8 | 13,7 | 12,7     | 18,9     | 29,3     | 22,0     | 20,8 |
| T. min. media (°C) | 5,6  | 5,9  | 7,8  | 10,5 | 13,9 | 17,6 | 20,2 | 20,6 | 17,6 | 14,2 | 10,3 | 7,5  | 6,3      | 10,7     | 19,5     | 14,0     | 12,6 |

- Classificazione climatica: zona C, 1088 GG

## Origini del nome
Il nome deriva dal greco Leukosia (Λευκωσία, pron. lefkosía in greco moderno) che significa "bianca", e la leggenda vuole che Leukosia sia una delle tre sirene che Ulisse incontrò nel suo viaggio, nell'Odissea omerica. Il toponimo è quindi strettamente correlato con quello della capitale cipriota Nicosia (Lefkosía in greco, Lefkoşa in turco) e, con quello del comune siciliano di Nicosia (EN).

## Storia

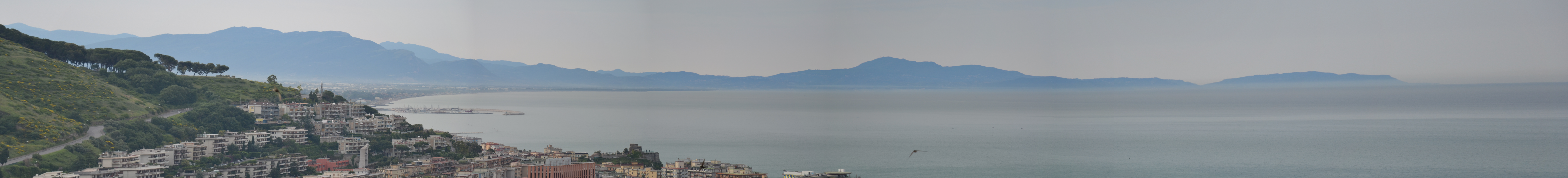
Punta Licosa

### Storia antica

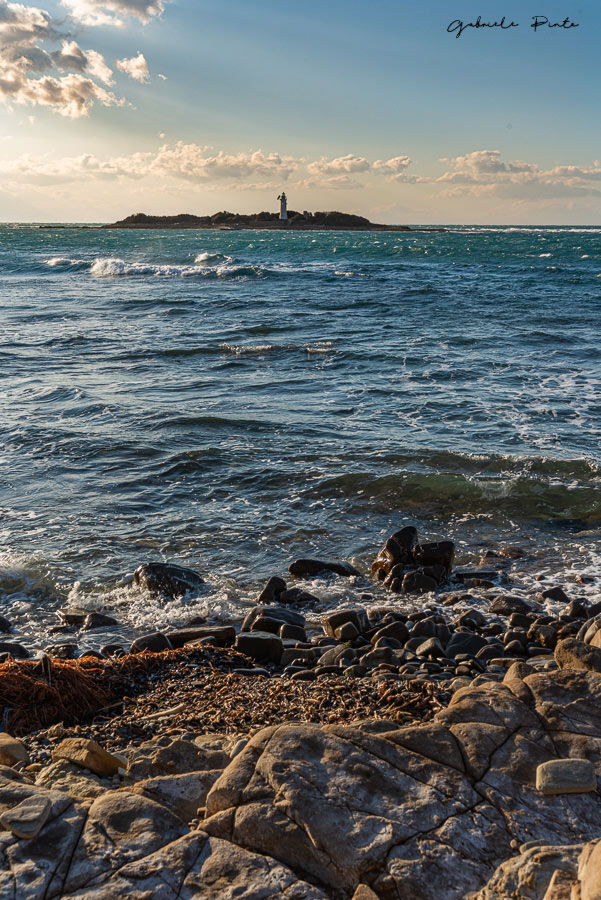
Isola di Licosa

Il territorio di Licosa fu abitato fin dal paleolitico superiore. Lo testimoniano i reperti in pietra rinvenuti in località Sant'Antonio. Nei secoli, nella zona si sono insediate diverse popolazioni come Enotri, Greci, Lucani e Romani. Testimonianze di una civiltà greca si hanno sul promontorio di Licosa e dintorni, che era la sede della città di Leucosia o Leukothèa. Da questa potrebbe derivare il nome della popolazione italica che nel IV secolo a.C. abitava la costa tra Poseidonia e Elea: i Leucanoi poi Lucani, fondatori della Lucania. Successivamente la regione fu frequentata dai patrizi romani, i quali possedevano numerose ville nella fascia costiera di Licosa e sull'isola, come testimoniano i vari ruderi antichi in loco.
Nella località, dopo la caduta dell'Impero romano d'Occidente inizia il lungo periodo delle dominazioni barbariche. Difatti nell'846 Licosa era considerata una roccaforte di pirati Saraceni, che furono sconfitti proprio nella decisiva battaglia di Licosa da una coalizione di poteri locali che comprendeva tutti i soggetti danneggiati dalle incursioni musulmane: il Ducato di Napoli, il Ducato di Amalfi, il Ducato di Gaeta e il Ducato di Sorrento. Nel 1028 i Saraceni furono scacciati dalla zona definitivamente dal principe Guaimario III di Salerno.
Il feudo di Licosa è stato da sempre alle dipendenze del Castello dell'abate, costruito nel 1123 da Costabile Gentilcore e amministrato nei secoli dagli abati benedettini della Badia di Cava o dal feudatario di turno.

### Storia contemporanea

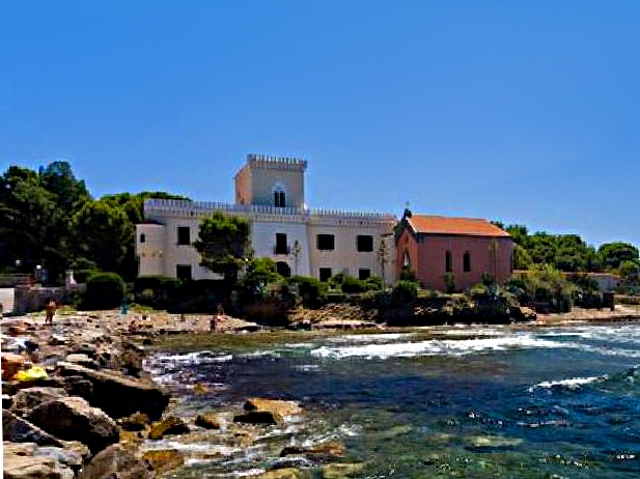
Palazzo Granito e cappella

Il 13 agosto 1806 Licosa fu assalita dalla flotta inglese dell'ammiraglio William Sidney Smith, che cercava di fomentare le popolazioni costiere ad un'insurrezione contro Napoleone. Il fortino licosano era difeso dai Còrsi guidati da Matteo Buttafuoco e dalla popolazione locale, che cercarono di respingere gli Inglesi inscenando una cruenta battaglia.
Nel settembre del 1943, durante la seconda guerra mondiale, il territorio, come gran parte della costa salernitana, fu teatro del cosiddetto sbarco di Salerno ovvero dello sbarco a Salerno: dove la torre del Semaforo di Licosa venne utilizzata come postazione militare dai tedeschi durante l'arrivo degli Alleati.
Gran parte del territorio di Licosa attualmente è una proprietà privata, e come tale non accessibile al pubblico, oggetto di una pluridecennale contesa giudiziaria tra la famiglia Granito Pignatelli di Belmonte, discendenti dalla nobile famiglia di marchesi che aveva posseduto il feudo di Castellabate e la famiglia Boroli, proprietaria della De Agostini. Al termine di questa lunga contesa giudiziaria i beni immobili sono tornati di nuovo a far parte del patrimonio della famiglia Granito di Belmonte.

## Monumenti e luoghi d'interesse

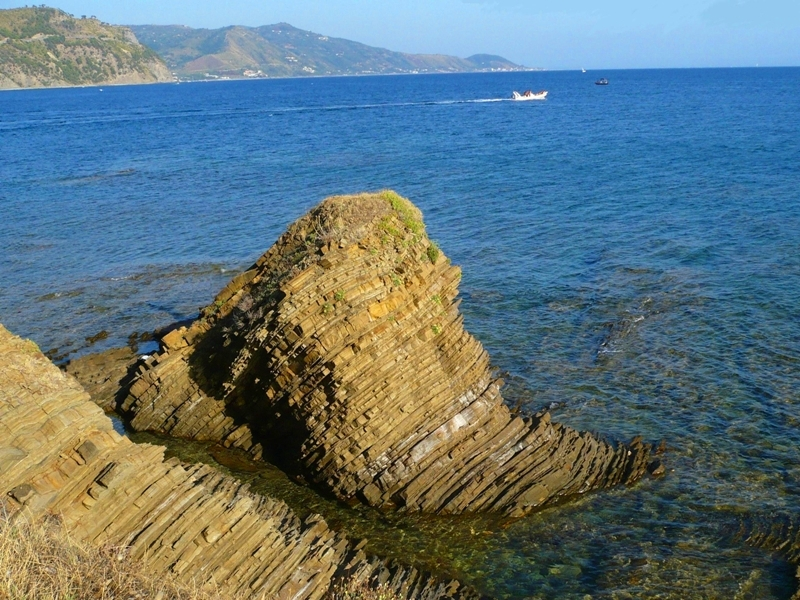
Flysch del Cilento a Licosa

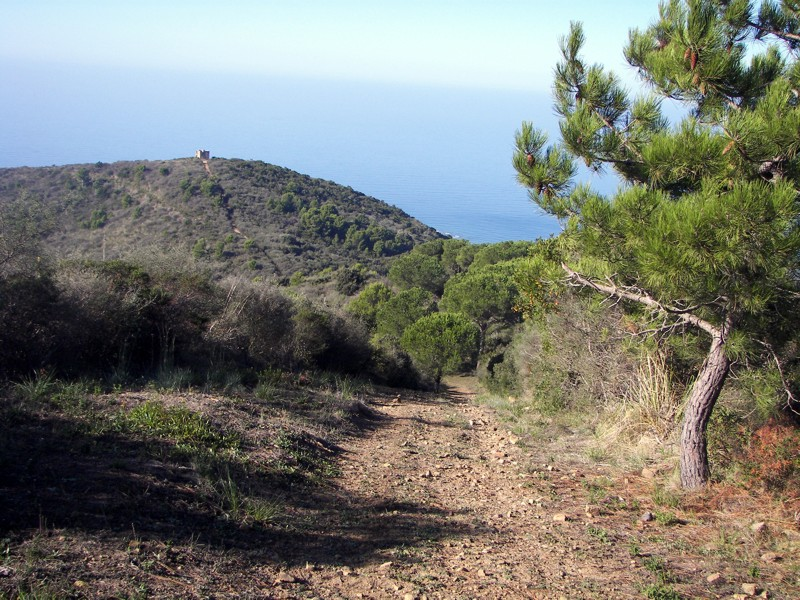
Sentiero torre del Semaforo

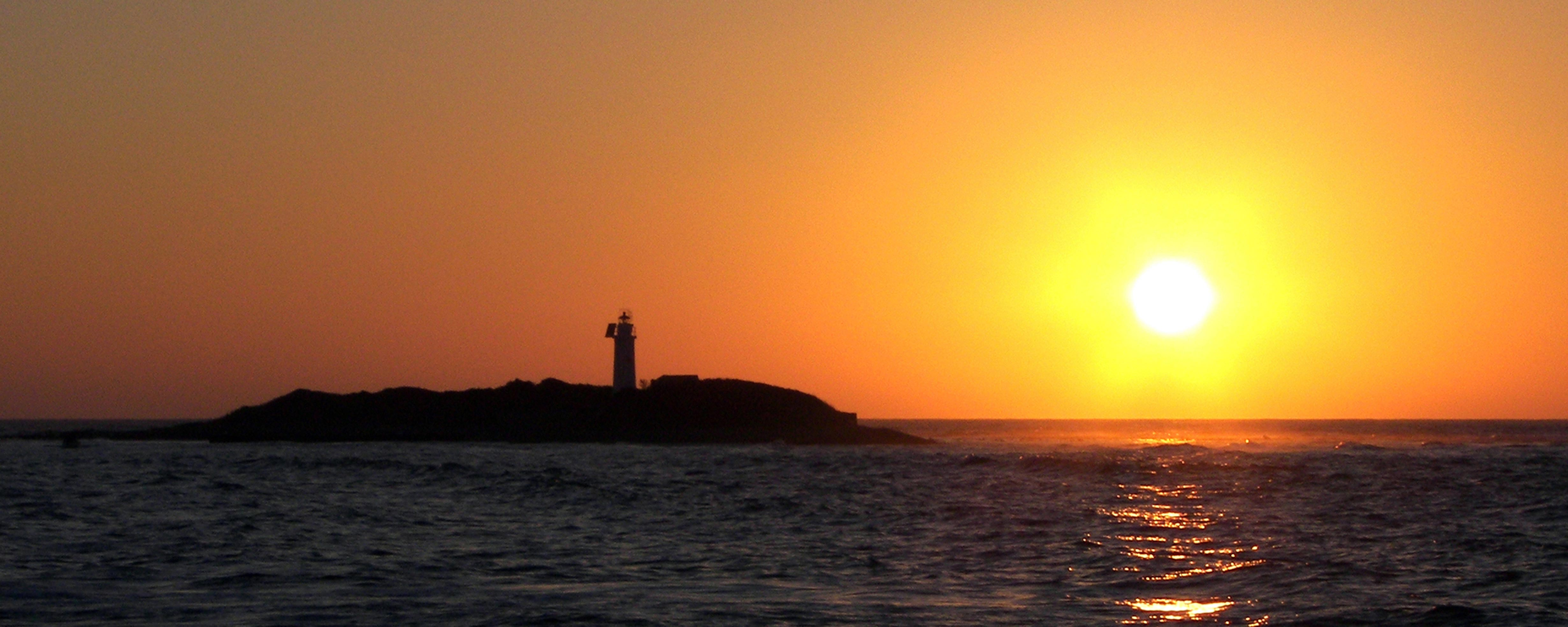
Tramonto sull'isola di Licosa

- Cappella di Santa Maria del Soccorso: edificata per offrire ricovero ai naufraghi sul molo di punta Licosa al fianco di palazzo Granito[13].
- Palazzo Granito: è un casino di caccia costruito nella prima metà del Settecento da Parise Granito, che, con la cappella di Santa Maria del Soccorso, si affaccia sul molo di punta Licosa. Rappresentava uno dei soggiorni del re Carlo di Borbone, appassionato di caccia e di pesca ed amico della famiglia[13].

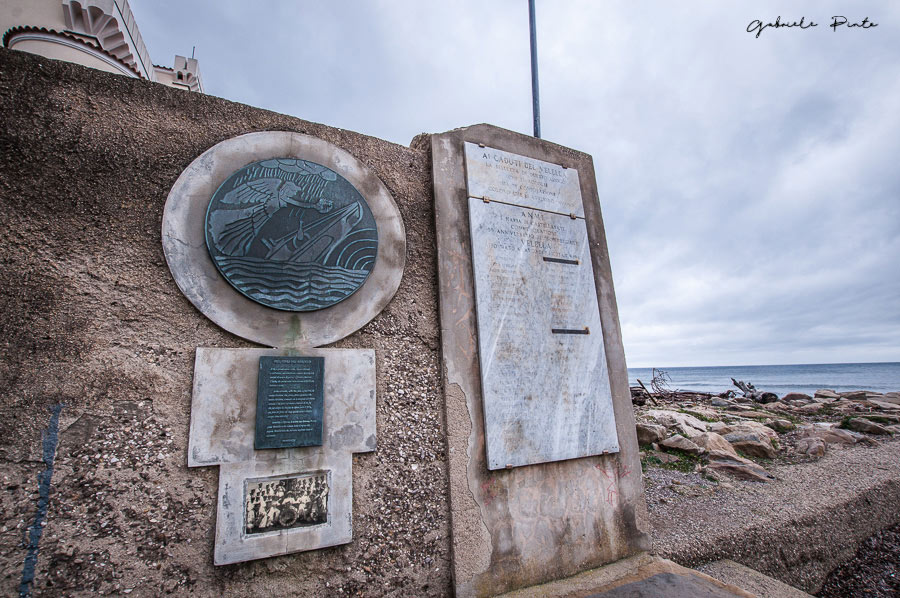
Monumento ai caduti del Velella

- Monumento ai caduti del VelellaTorre di Licosa (rudere): è una postazione di avvistamento di origine angioina (1277), la più antica del sistema difensivo di Castellabate[14].
- Torre Cannitiello o "Mezzatorre (rudere): una postazione di avvistamento che risale al periodo 1567-1569[14].
- Torre del Semaforo o Torricella (rudere): una postazione di avvistamento del 1570, posta sulla collina di Licosa. Deve il suo nome al fatto che utilizzava segnali di fuoco o fumo per comunicare con le altre torri della fascia costiera o col Castello dell'abate posto in cima a colle Sant'Angelo[14].
- Convento Sant'Antonio Abate (rudere): posto nel cuore della collina licosana e eretto dai monaci cappuccini nel XVII secolo per offrire rifugio ai confratelli provenienti dal meridione. Usato anche come stazione semaforica prima della costruzione del faro dell'isola di Licosa[7].
- Lapide commemorativa dei caduti del Velella: posta nel 2002 sul molo di punta Licosa, composta da un monumento circolare di bronzo raffigurante il sommergibile che affonda e l'elenco dei membri dell'equipaggio[15].
- Costa e area marina: Licosa si estende prevalentemente lungo il mare con l'area marina protetta Santa Maria di Castellabate e una costa variegata, frastagliata, dove si alternano scogli, alti dirupi, baie e calette naturali, contraddistinta dalla tranquillità del luogo, quasi mai affollato di bagnanti.[16] La zona costiera licosana è caratterizzato dalla presenza del "Flysch del Cilento", una rara tipologia di roccia composta da diverse stratificazioni (costituite tipicamente da alternanze cicliche di arenaria, di argilla o marna, di calcare). Tali rocce preistoriche degradano lentamente nel mare estendendosi anche per oltre cinque miglia. Nei fondali questa conformazione rocciosa, formata da numerose cavità e spaccature, viene utilizzata come rifugio da diversi organismi animali e vegetali[4]. Licosa è stata inserita dal 2005 fra le 11 più belle spiagge d'Italia, secondo il concorso di Legambiente "La più bella sei tu"[17] ed è insignita dal riconoscimento della bandiera blu per la qualità delle acque[18].
- Parco e sentieri naturali: il territorio, cuore del parco nazionale del Cilento, Vallo di Diano e Alburni, presenta diverse aree verdi e sentieri naturali, attrezzati anche come percorsi botanici. Le aree verdi della zona sono la pineta di Licosa e il bosco del promontorio, che sono attraversate dai sentieri naturali come quello tra "Ogliastro Marina e il Pozzillo" (8,6 km) e quello tra "San Marco e Licosa"[4].
- Isola di Licosa (160 metri di lunghezza e 40 metri di larghezza): rappresenta il sito naturale più caratteristico del territorio, con le sue pericolose secche e i suoi limpidi fondali, testimoni di numerosi affondamenti. Nelle sue acque sono visibili i resti sommersi dell'omonima città greco-romana, specialmente quelli di una villa romana e di una vasca per l'allevamento delle murene (risalente ad un periodo che va dal I secolo a.C. al I secolo d.C.). Sull'isola, dove svetta il faro e il rudere della casa del guardiano del faro, sono stati rinvenuti diversi reperti di epoca greco-romana come una lastra con un'epigrafe dedicata a Cerere, un mosaico d'epoca romana e numerose ceramiche greche del V secolo a.C., conservate nel Museo archeologico nazionale di Paestum. La zona è pervasa dal mito delle sirene. Si crede che il nome di Licosa derivi dalla sirena Leucosia, che, secondo autori come Licofrone, Strabone e Plinio il Vecchio, qui abitò e qui fu sepolta dopo che si gettò in mare. Anche Omero, nell'Odissea, accenna all'isola delle sirene dal canto ammaliatore, beffate da Ulisse e il suo equipaggio[19]. Ma siccome l'isola di Licosa un tempo era collegata al promontorio, prima dell'inabissamento della costa avvenuto nel IV secolo a.C., si ritiene che l'isola delle sirene possa essere la poco lontana "Secca di Vatolla" (da dove è possibile osservare Vatolla), profonda circa sei metri. Aristotele narra della presenza sull'isoletta di un tempio dedicato a Leucotea, identificata con Leucosia. Altri autori, come Dionigi di Alicarnasso e Sesto Pompeo Festo, sostengono che il nome Licosa sia dovuto ad una cugina o una nipote di Enea sepolta sull'isoletta ("Leucosia insula dicta est a consobrina Aeneae ibi sepulta")[6].

## Società

### Dialetto
Il dialetto che parlano i licosani è il cilentano, ma con alcune varianti e peculiarità che lo differenziano da quello dei paesi limitrofi (uso della "e" al posto della "i" per una serie di vocaboli e per l'articolo determinativo "u" invece di "lu"). È molto simile al dialetto cilentano meridionale specie per quanto riguarda la pronuncia chiara e distinta delle vocali finali (a differenza degli altri dialetti campani che le indeboliscono), la doppia "l" che diventa doppia "d" e l'uso del doppio congiuntivo ("si u sapia, tu dicia", in italiano "se lo sapessi, te lo direi").

### Religione
Licosa affonda le sue radici storiche nella cultura cristiana, essendo stata amministrata per diversi secoli dai benedettini della Badia di Cava, nonostante sia stata assediata più volte dai Saraceni di religione musulmana. La maggioranza della popolazione locale è di religione cristiana (Chiesa cattolica).

## Cultura

### Manifestazioni
Ogni anno nei mesi di luglio e agosto l'associazione Leucosia tiene due "Concerti sull'acqua" dedicati alla mitologica sirena Leucosia. Il proscenio di questa manifestazione è rappresentato dal canale marino che separa l'isolotto dalla terraferma e i concerti sono eseguiti su dei natanti.